# Next 2 You
Next 2 You ist ein Lied des US-amerikanischen Musikers Chris Brown. Der kanadische Sänger Justin Bieber ist an dem Titel als Gastmusiker beteiligt. Der Song wurde am 21. Juni 2011 als fünfte Auskopplung des Albums F.A.M.E. veröffentlicht, welches im März 2011 erschienen war.

## Hintergrund
Bereits im Dezember 2010 ließ Brown verlauten, dass er mit Bieber zusammenarbeiten wird. Dabei wurde das Lied Teil einer Zusammenarbeit der beiden Musikers, bei dem auch ein Remix des Liedes Up entstand, welches auf dem Album Never Say Never - The Remixes zu finden ist. Brown sagte später in einem Interview, dass der Remix zuerst entstand und er anschließend eine Zusammenarbeit mit Bieber auf seinem Album haben wollte. Das Lied wurde in den Westlake Recording Studios in West Hollywood aufgenommen.
Brown äußerte sich später wie folgt zu der Zusammenarbeit: „Die Möglichkeit gehabt zu haben, mit Bieber zusammenzuarbeiten, war großartig. Er ist eine junge, tatkräftige Katze, sodass die Möglichkeit, mit ihm zu arbeiten, mit der Fanbase, die er besitzt, unglaublich war. Ich weiß, dass viele kleine Mädchen dieses Album lieben werden. […] Er macht sein Ding in einem so jungen Alter, und ich machte meines in einem jungen Alter, sodass die Chance, seinen Aufstieg zu sehen, cool ist.“

## Komposition
Das Lied ist ein R&B- und Pop-Song. Der Text des Titels handelt von einer Beziehung und wurde auch als „inspirierend“ bezeichnet. Laut Musicnotes.com ist das Lied im Viervierteltakt geschrieben, zudem hat es die Metronomzahl 116. Außerdem ist es in Es-Dur verfasst worden, wobei der Stimmumfang der beiden Sänger die Noten G-Dur bis C-Dur umfasse.

## Veröffentlichung
Das Lied wurde weltweit am 24. Juni 2011 erstmals in den meisten europäischen Ländern veröffentlicht. Die Radioversion erschien unter anderem in Österreich und Deutschland am 8. Juli. Ab dem 19. August war eine CD-Version verfügbar.

## Musikvideo
Am 10. Mai 2011 verkündete der Manager von Bieber, dass ein Musikvideo geplant ist. Im Mai gab Colin Tilley, ein US-amerikanischer Musikvideo-Regisseur, bekannt, dass er demnächst ein Musikvideo zur Single drehen wird. Dieses wurde schließlich in den Universal Studios in Los Angeles gedreht, Tilley führte dabei wie geplant Regie. Am 21. Mai postete Brown im Internet zwei Bilder des Drehs. Am 6. Juni leakte eine unvollendete Version des Videos. Das offizielle Video wurde am 17. Juni erstmals gezeigt.
Das Video beginnt mit einer Szene, in der Brown und Bieber mit ihren Freundinnen zu sehen sind. Im Hintergrund wird dabei das Lied „All Back“, ebenfalls auf Browns Album F.A.M.E. zu finden, gespielt. Biebers Freundin wird anschließend mit den Worten „Du wirst ihn nie wieder sehen. Hast du das verstanden?“ von ihrem Vater mitgenommen. Brown wird gezeigt, als er an seine Freundin, gespielt von Shannon Elizabeth, denkt. Gleich danach setzen Bilder der Apokalypse ein, welche durch kaputte Straßen, einstürzende Gebäude und Flammen dargestellt ist. In der nächsten Szene sucht Brown nach seiner Freundin, welche von einem Auto angefahren wird. Er rettet sie schließlich, indem er über Risse in der Straße springt. Das Video endet damit, dass die zwei Paare wieder vereint sind. Während des gesamten Verlaufs sind immer wieder einzelne Sequenzen zu sehen, in denen die beiden Sänger inmitten der Zerstörung tanzen.

## Mitwirkende
- Songwriting – Christopher Brown, Nasri Atweh, Adam Messinger, Amber Streeter
- Produktion – The Messengers
- Stimmproduktion – Kuk Harrell
- Tontechnik – Kuk Harrell, Josh Gudwin
- Abmischung – Jaycen Joshua, Jesus Garncia (Assistent)[11]

## Rezeption
Brad Wete von Entertainment Weekly beschrieb das Lied als „pochend“. Joanne Dorken von MTV lobte den Beitrag Biebers: Alles, war dieser anfasse, scheine zu Gold zu werden, und dieses kitschige Lied bilde keine Ausnahme. Zudem hob Dorken hervor, „wie gut der Song das Vermischen der Stimmen der Beiden zeigt“. Eine Rezensentin der Radioshow WXRK stellte folgende rhetorische Frage: „Was erhält man, wenn man zwei der bestaussehenden/großartigsten Tänzern, das sexy Reiben [der Stimme] Biebers, und ein Tanz-Jam-Liebeslied miteinander kombiniert?“ Als Antwort schrieb sie, dass man „eine Verbindung von den besten Elementen der Musik“ erreiche. Hinsichtlich des Textes war Eliot Glazer der Meinung, dass diese „nicht neu, aber immer noch hübsch“ seien.

## Kommerzieller Erfolg

### Chartplatzierungen
Das Lied stieg direkt nach der Veröffentlichung des Albums F.A.M.E. aufgrund hoher digitaler Verkäufe erstmals in den US-amerikanischen Charts ein und erreichte Rang 26. In der darauffolgenden Woche fiel der Titel auf Position 90 in den Billboard Hot 100, anschließend rutschte er ganz aus den Hitlisten. Nach der öffentlichen Veröffentlichung als Single im Juni 2011 stieg das Lied erneut für eine Woche in die Charts der USA ein und erreichte Platz 94. In Deutschland konnte sich die Single insgesamt zehn Wochen in den Charts halten, wobei es eine Höchstposition von Position 28 erlangte.
| ChartsChartplatzierungen       | Höchstplatzierung | Wochen |
| ------------------------------ | ----------------- | ------ |
| Deutschland (GfK)              | 28 (10 Wo.)       | 10     |
| Österreich (Ö3)                | 20 (11 Wo.)       | 11     |
| Schweiz (IFPI)                 | 74 (1 Wo.)        | 1      |
| Vereinigte Staaten (Billboard) | 26 (3 Wo.)        | 3      |
| Vereinigtes Königreich (OCC)   | 14 (16 Wo.)       | 16     |

### Auszeichnungen für Musikverkäufe
| Land/Region                  | Auszeichnungen für Musikverkäufe (Land/Region, Auszeichnung, Verkäufe) | Verkäufe  |
| ---------------------------- | ---------------------------------------------------------------------- | --------- |
| Australien (ARIA)            | 2× Platin                                                              | 140.000   |
| Dänemark (IFPI)              | Gold                                                                   | 45.000    |
| Neuseeland (RMNZ)            | Platin                                                                 | 15.000    |
| Norwegen (IFPI)              | 2× Platin                                                              | 20.000    |
| Schweden (IFPI)              | Gold                                                                   | 20.000    |
| Vereinigte Staaten (RIAA)    | 2× Platin                                                              | 2.000.000 |
| Vereinigtes Königreich (BPI) | Platin                                                                 | 600.000   |
| Insgesamt                    | 2× Gold · 8× Platin ·                                                  | 2.840.000 |

Hauptartikel: Chris Brown (Sänger)/Auszeichnungen für Musikverkäufe